# Christian Modersohn

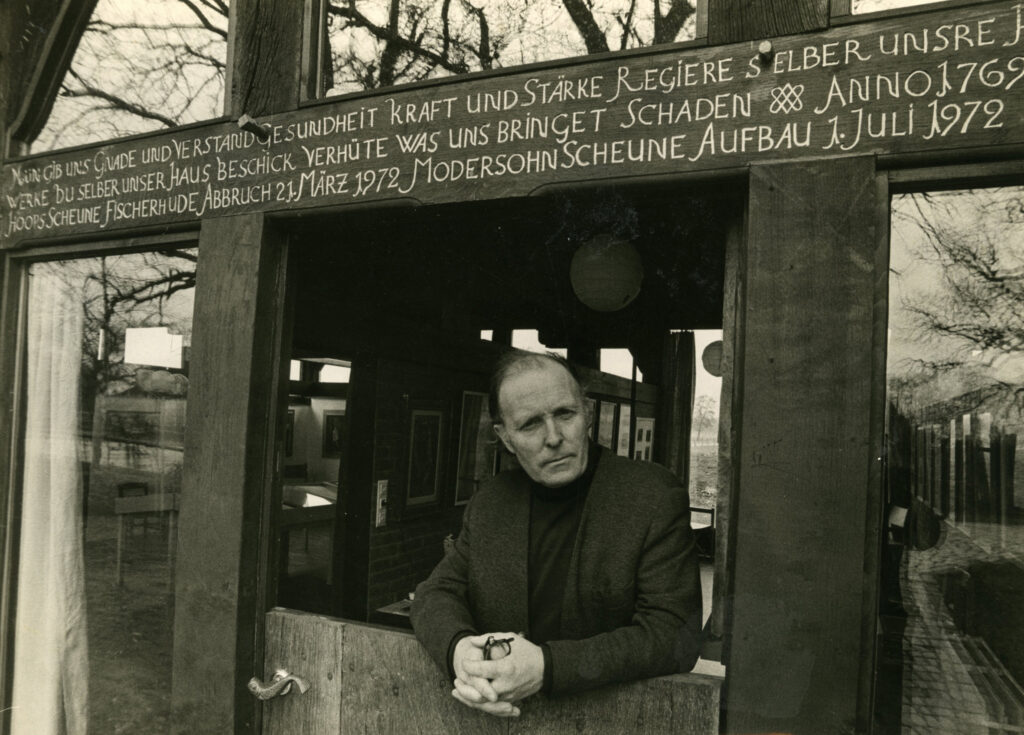
Christian Modersohn, 1976. Foto: Otto Modersohn Museum, Fischerhude

Christian Modersohn (* 13. Oktober 1916 in Bremen; † 24. Dezember 2009 in Bremen) war ein deutscher Maler.

## Leben
Christian Modersohn war der jüngste Sohn des Malers Otto Modersohn und dessen dritter Frau, der Sängerin und Malerin Louise Modersohn-Breling. Sie war die zweitälteste Tochter des Fischerhuder Malers Heinrich Breling.
Christian Modersohn wurde in Bremen geboren und wuchs gemeinsam mit seinem Bruder Ulrich Modersohn (1913–1943) und den beiden älteren Halbschwestern aus erster und zweiter Ehe seien Vaters, Elsbeth Modersohn und Mathilde „Tille“ Modersohn in Worpswede, und ab 1917, nach der endgültigen Übersiedlung der Familie in Fischerhude und auf dem Gailenberg, oberhalb von Hindelang im Allgäu auf.
1934 begann er wie sein Bruder Ulrich, angeregt durch die Arbeit seiner Eltern, zunächst in Bremen ein Kunststudium an der Nordischen Kunsthochschule, das er 1936 bis 1940 an der Akademie der Bildenden Künste München fortsetzte. Hier war er Schüler von Karl Caspar und Adolf Schinnerer. Bei Letzterem studierte er die Techniken der Alten Meister, lernte die Abstufung und Transparenz der Farben und entdeckte das Aquarell, das für sein künstlerisches Werk bestimmend wurde.
Von 1939 bis 1943 war er Soldat, konnte 1940 jedoch ein Akademiesemester absolvieren. Nach einer schweren Verwundung in der Schlacht um Stalingrad kehrte er ins Allgäu zurück, wo seine Eltern 1930 ein altes Bauernhaus als Zweitwohnsitz erworben und Christian Modersohn einen Teil seiner Jugend verbracht hatte. Modersohn stand 1944 in der Gottbegnadeten-Liste des Reichsministeriums für Volksaufklärung und Propaganda.
Von 1946 bis 1957 begann er, gemeinsam mit seiner Mutter eine Familiengalerie aufzubauen. 1947 heiratete er Anna Lipp (1921–1997) aus Vorderhindelang. Die Kinder Heinrich, Ulrich, Antje und Johannes Modersohn wurden in den Jahren 1948 bis 1961 geboren. Nach dem Tod seiner Mutter 1950 übernahm er die Galerie auf dem Gailenberg. Das Haus verkaufte er 1957 an den Bergwerksingenieur Konrad Grebe (Erfinder des Kohlenhobels) und zog danach mit seiner Familie nach Fischerhude. Dort baute er ein Atelierhaus in der Bredenau in der Nachbarschaft seiner Tante Olga Bontjes van Beek.
Christian Modersohn starb 2009 an den Folgen eines Schlaganfalls.

## Werk
Christian Modersohn gehörte der dritten Generation der Malerfamilie Modersohn an. Er schuf vor allem eine Fülle von Aquarellen, die die Stimmungen der Landschaft in der Wümmeniederung einfangen. Zusätzlich zur Malerei widmete er sich zusammen mit seiner Familie von 1974 bis 1996 dem Aufbau des Otto Modersohn Museums in Fischerhude. Die Otto-Modersohn-Stiftung wurde 1989 durch Anna und Christan Modersohn ins Leben gerufen, 1997 erweitert und in eine rechtsfähige Stiftung bürgerlichen Rechts umgewandelt. Damit ist der Stiftungsbestand der Werke von Otto Modersohn unveräußerlich geworden. Der umfängliche Anfangsbestand an Bildern und Zeichnungen von Otto Modersohn wurde durch die Zustiftungen der Skizzenbücher ergänzt und durch Ankäufe der Stiftung und Zustiftungen auch von privater Seite ständig erweitert. Spenden, Vermächtnisse und Zustiftungen helfen der Otto-Modersohn-Stiftung bei der Verwirklichung ihrer Zielsetzung. Vordringliches Anliegen der Otto-Modersohn-Stiftung ist die wissenschaftliche Bearbeitung, Bewahrung und Erweiterung des Stiftungsbestandes in Fischerhude.
Am 13. Oktober 2001 wurde Christian Modersohn für seine kulturellen Leistungen das Bundesverdienstkreuz erster Klasse verliehen.

## Ausstellungen (Auswahl)
- 1985: Städtische Galerie Delmenhorst
- 1992: Worpsweder Kunsthalle Friedrich Netzel, Christian Modersohn. - Aquarelle 1985-1992, 5. September bis 4. Oktober 1992
- 1993: Museum Soltau, Christian Modersohn. - Aquarelle 1985-1992, 15. Oktober bis 14. November 1993
- 2006: Domherrenhaus – Historisches Museum Verden (Erinnerungen an Russland. Skizzen aus dem Krieg 1941–1942)
- 2016: Otto Modersohn Museum, Christian Modersohn - Geborgen unter der Weite des Himmels, Gedächtnisausstellung zum 100. Geburtstag von Christian Modersohn
- 2019: Kulturzentrum Johannstadt, Dresden (Vom (un)menschlichen im Krieg; mit Adolf Böhlich und Hans Mroczinski)
- 2022: Otto Modersohn Museum, Ausstellung: Heinrich Vogler (1872-1942) und Christian Modersohn (1916-2009) - Zeichner im Krieg, 30.7.-18.09.2022

## Publikationen
- Das Erbe meines Vaters – Zwei Leben für die Kunst. Otto Modersohn Museum (Hrsg.), Fischerhude 2005, ISBN 3-929250-06-3. (Hörbuch, Autobiografie und Biografie des Vaters Otto Modersohn.)